# Eyzin-Pinet
Eyzin-Pinet település Franciaországban, Isère megyében. Lakosainak száma 2301 fő (2022. január 1.). Eyzin-Pinet Saint-Sorlin-de-Vienne, Savas-Mépin, Cour-et-Buis, Estrablin, Meyssiez, Moidieu-Détourbe és Montseveroux községekkel határos.

## Népesség
A település népességének változása:
| Lakosok száma | 973  | 1258 | 1502 | 2067 | 2170 | 2204 | 2252 | 2303 | 2337 | 2301 |
|               | 1968 | 1982 | 1990 | 2006 | 2013 | 2015 | 2017 | 2019 | 2020 | 2022 |